# 1421
Il 1421 (MCDXXI in numeri romani) è un anno  del XV secolo.

## Eventi
- A Pechino viene ultimata la costruzione del Tempio del Cielo.
- Filippo Brunelleschi inizia la costruzione della Basilica di San Lorenzo a Firenze.
- I Visconti conquistano anche Genova.
- 18 novembre - Inondazione di Santa Elisabetta nei Paesi Bassi.

## Nati
- 9 marzo - Francesco Sassetti, banchiere italiano († 1490)
- 29 maggio - Carlo di Viana, sovrano († 1461)
- 31 maggio - Gianlucido Gonzaga, nobile e religioso italiano († 1448)
- 3 giugno - Giovanni di Cosimo de' Medici, banchiere italiano († 1463)
- 16 luglio - Pigello Portinari, banchiere e imprenditore italiano († 1468)
- 25 luglio - Henry Percy, III conte di Northumberland, nobile britannico († 1461)
- 1º settembre - Carlo da Montone, nobile e condottiero italiano († 1479)
- 6 dicembre - Enrico VI d'Inghilterra, politico britannico († 1471)
- Andrea del Castagno, pittore italiano († 1457)
- Ansano di Andrea di Bartolo, pittore italiano († 1491)
- Jean Balue, cardinale e vescovo cattolico francese († 1491)
- Bernardino da Fossa, francescano e scrittore italiano († 1503)
- Caterina di Sassonia, nobile († 1476)
- Francesco Contarini, politico, diplomatico e umanista italiano
- Thomas FitzGerald, VII conte di Kildare, nobile e politico irlandese († 1478)
- John Howard, I duca di Norfolk, nobile inglese († 1485)
- Vasilij Jur'evič Kosoj, principe russo († 1448)
- Juan Margarit i Pau, cardinale e vescovo cattolico spagnolo († 1484)
- Lucas Moser, pittore tedesco († 1492)
- Bartolomeo Sacchi, umanista e gastronomo italiano († 1481)
- Vespasiano da Bisticci, scrittore e umanista italiano († 1498)
- Antonio di Borgogna, funzionario francese († 1504)
- Ahmad b. Majid al-Najdi, navigatore omanita († 1500)

## Morti
- 10 gennaio - Niccolò Trincia Trinci, nobile italiano
- 3 marzo - Jan Kropidło, arcivescovo cattolico polacco
- 22 marzo - Tommaso Plantageneto, I duca di Clarence, nobile inglese (n. 1388)
- 23 marzo - Gonçalo Vasques Coutinho, nobile portoghese
- 28 marzo - Thomas de Camoys, nobile inglese (n. 1351)
- 5 aprile - Baldassarre di Werle, principe (n. 1375)
- 21 aprile - John FitzAlan, XIII conte di Arundel, nobile inglese (n. 1385)
- 26 maggio - Mehmet I, sultano ottomano (n. 1386)
- 21 giugno - Jean II Le Meingre, cavaliere medievale, diplomatico e politico francese (n. 1364)
- 12 dicembre - Sibilla de Cetto, nobildonna italiana
- Abu Sa'id Uthman III, sultano marocchino
- Filippo Arcelli, condottiero italiano
- Beyazıd Pascià, politico ottomano
- Gino di Neri Capponi, politico italiano (n. 1350)
- Conte da Carrara, condottiero italiano
- Antonio da Cividale, monaco cristiano e compositore italiano
- Giampietro Ferraris, giurista italiano (n. 1364)
- Francesco da Fiano, umanista italiano (n. 1350)
- Philibert de Naillac, francese
- Nanni di Banco, scultore italiano
- Enrico III Rosso, nobile, politico e militare italiano
- Angelo Tartaglia, nobile e condottiero italiano (n. 1370)

## Calendario
| Calendario 1421 | Calendario 1421 | Calendario 1421 | Calendario 1421 | Calendario 1421 | Calendario 1421 | Calendario 1421 | Calendario 1421 | Calendario 1421 | Calendario 1421 | Calendario 1421 | Calendario 1421 | Calendario 1421 | Calendario 1421 | Calendario 1421 | Calendario 1421 | Calendario 1421 | Calendario 1421 | Calendario 1421 | Calendario 1421 | Calendario 1421 | Calendario 1421 | Calendario 1421 | Calendario 1421 | Calendario 1421 | Calendario 1421 | Calendario 1421 | Calendario 1421 | Calendario 1421 | Calendario 1421 | Calendario 1421 | Calendario 1421 | Calendario 1421 |
| --------------- | --------------- | --------------- | --------------- | --------------- | --------------- | --------------- | --------------- | --------------- | --------------- | --------------- | --------------- | --------------- | --------------- | --------------- | --------------- | --------------- | --------------- | --------------- | --------------- | --------------- | --------------- | --------------- | --------------- | --------------- | --------------- | --------------- | --------------- | --------------- | --------------- | --------------- | --------------- | --------------- |
|                 | 1               | 2               | 3               | 4               | 5               | 6               | 7               | 8               | 9               | 10              | 11              | 12              | 13              | 14              | 15              | 16              | 17              | 18              | 19              | 20              | 21              | 22              | 23              | 24              | 25              | 26              | 27              | 28              | 29              | 30              | 31              |                 |
| Gennaio         | Me              | Gi              | Ve              | Sa              | Do              | Lu              | Ma              | Me              | Gi              | Ve              | Sa              | Do              | Lu              | Ma              | Me              | Gi              | Ve              | Sa              | Do              | Lu              | Ma              | Me              | Gi              | Ve              | Sa              | Do              | Lu              | Ma              | Me              | Gi              | Ve              |                 |
| Febbraio        | Sa              | Do              | Lu              | Ma              | Me              | Gi              | Ve              | Sa              | Do              | Lu              | Ma              | Me              | Gi              | Ve              | Sa              | Do              | Lu              | Ma              | Me              | Gi              | Ve              | Sa              | Do              | Lu              | Ma              | Me              | Gi              | Ve              |                 |                 |                 |                 |
| Marzo           | Sa              | Do              | Lu              | Ma              | Me              | Gi              | Ve              | Sa              | Do              | Lu              | Ma              | Me              | Gi              | Ve              | Sa              | Do              | Lu              | Ma              | Me              | Gi              | Ve              | Sa              | Do              | Lu              | Ma              | Me              | Gi              | Ve              | Sa              | Do              | Lu              |                 |
| Aprile          | Ma              | Me              | Gi              | Ve              | Sa              | Do              | Lu              | Ma              | Me              | Gi              | Ve              | Sa              | Do              | Lu              | Ma              | Me              | Gi              | Ve              | Sa              | Do              | Lu              | Ma              | Me              | Gi              | Ve              | Sa              | Do              | Lu              | Ma              | Me              |                 |                 |
| Maggio          | Gi              | Ve              | Sa              | Do              | Lu              | Ma              | Me              | Gi              | Ve              | Sa              | Do              | Lu              | Ma              | Me              | Gi              | Ve              | Sa              | Do              | Lu              | Ma              | Me              | Gi              | Ve              | Sa              | Do              | Lu              | Ma              | Me              | Gi              | Ve              | Sa              |                 |
| Giugno          | Do              | Lu              | Ma              | Me              | Gi              | Ve              | Sa              | Do              | Lu              | Ma              | Me              | Gi              | Ve              | Sa              | Do              | Lu              | Ma              | Me              | Gi              | Ve              | Sa              | Do              | Lu              | Ma              | Me              | Gi              | Ve              | Sa              | Do              | Lu              |                 |                 |
| Luglio          | Ma              | Me              | Gi              | Ve              | Sa              | Do              | Lu              | Ma              | Me              | Gi              | Ve              | Sa              | Do              | Lu              | Ma              | Me              | Gi              | Ve              | Sa              | Do              | Lu              | Ma              | Me              | Gi              | Ve              | Sa              | Do              | Lu              | Ma              | Me              | Gi              |                 |
| Agosto          | Ve              | Sa              | Do              | Lu              | Ma              | Me              | Gi              | Ve              | Sa              | Do              | Lu              | Ma              | Me              | Gi              | Ve              | Sa              | Do              | Lu              | Ma              | Me              | Gi              | Ve              | Sa              | Do              | Lu              | Ma              | Me              | Gi              | Ve              | Sa              | Do              |                 |
| Settembre       | Lu              | Ma              | Me              | Gi              | Ve              | Sa              | Do              | Lu              | Ma              | Me              | Gi              | Ve              | Sa              | Do              | Lu              | Ma              | Me              | Gi              | Ve              | Sa              | Do              | Lu              | Ma              | Me              | Gi              | Ve              | Sa              | Do              | Lu              | Ma              |                 |                 |
| Ottobre         | Me              | Gi              | Ve              | Sa              | Do              | Lu              | Ma              | Me              | Gi              | Ve              | Sa              | Do              | Lu              | Ma              | Me              | Gi              | Ve              | Sa              | Do              | Lu              | Ma              | Me              | Gi              | Ve              | Sa              | Do              | Lu              | Ma              | Me              | Gi              | Ve              |                 |
| Novembre        | Sa              | Do              | Lu              | Ma              | Me              | Gi              | Ve              | Sa              | Do              | Lu              | Ma              | Me              | Gi              | Ve              | Sa              | Do              | Lu              | Ma              | Me              | Gi              | Ve              | Sa              | Do              | Lu              | Ma              | Me              | Gi              | Ve              | Sa              | Do              |                 |                 |
| Dicembre        | Lu              | Ma              | Me              | Gi              | Ve              | Sa              | Do              | Lu              | Ma              | Me              | Gi              | Ve              | Sa              | Do              | Lu              | Ma              | Me              | Gi              | Ve              | Sa              | Do              | Lu              | Ma              | Me              | Gi              | Ve              | Sa              | Do              | Lu              | Ma              | Me              |                 |